# Серджо Леоне
Серджо Леоне (на италиански: Sergio Leone) е италиански кинорежисьор, продуцент, сценарист и актьор. 

## Биография
Серджо Леоне е роден в Рим. Става известен режисьор със своите „спагети-уестърн“ филми за Дивия Запад, заснети в Европа с американски актьори в главните роли и с епичната музика на майстор като Енио Мориконе. Леоне режисира самостоятелно едва 7 филма, но поне 5 от тях се радват на култова популярност по цял свят и до днес. Сред тях са:
- знаменитата каубойска трилогия с Клинт Истууд в главната роля „За шепа долари“ – римейк на „Йоджимбо“ („Телохранител") на Акира Куросава);
- „За няколко долара повече“;
- „Добрият, лошият и злият“
- „Имало едно време на Запад“ (по сценарий на Бернардо Бертолучи и Дарио Ардженто, с Хенри Фонда, Чарлз Бронсън и Клаудия Кардинале).

Най-мащабното му начинание е „Имало едно време в Америка“ за нюйоркските гангстери от 1920-те и 1930-те години (с Робърт де Ниро, Джеймс Уудс, Дженифър Конъли). Последният му проект е филм за блокадата на Ленинград, който обаче не се осъществява заради ненавременната му смърт от инфаркт.

## Филмография

### Режисьор
| година | филм                       | оригинално заглавие             | бележки                    |
| ------ | -------------------------- | ------------------------------- | -------------------------- |
| 1959   | Последните дни на Помпей   | Gli ultimi giorni di Pompei     | ко-режисьор с Марио Бонард |
| 1961   | Родоският колос            | The Colossus of Rhodes          |                            |
| 1964   | За шепа долари             | Per un pugno di dollari         |                            |
| 1965   | За няколко долара повече   | Per qualche dollaro in più      |                            |
| 1966   | Добрият, лошият и злият    | Il buono, il brutto, il cattivo |                            |
| 1968   | Имало едно време на Запад  | C'era una volta il West         |                            |
| 1971   | Наведи се                  | Giù la testa                    |                            |
| 1984   | Имало едно време в Америка | Once Upon a Time in America     |                            |